# Paul B. Preciado
Paul B. Preciado (Burgos, 11 de setembro de 1970) é um filósofo, pensador do feminismo e escritor transgênero, cujas obras versam sobre assuntos teóricos como filosofia de gênero, teoria queer, arquitetura, identidade e pornografia.
Identificando-se anteriormente como mulher cisgênero lésbica, Preciado começou em 2014 uma transição de gênero lenta e, em janeiro de 2015, escolheu "Paul" como seu nome retificado.

## Filmografia
- 2023 : Orlando, Minha Biografia Política (documentário experimental)

## Biografia
Preciado atingiu o doutorado em teoria da Arquitetura na Universidade de Princeton. Recebeu uma bolsa Fulbright e atingiu também mestrado em Filosofia Contemporânea e Teoria de Gênero na New School for Social Research de Nova York. Foi aluno de Ágnes Heller e Jacques Derrida. Viaja a Paris em 1999 graças a um convite de Derrida para participar dos seminários da École des hautes études en sciences sociales. Durante esse período colaborou com desenvolvimento inicial da teoria queer na França, especialmente com um grupo de escritores liderado por Guillaume Dustan conhecido como "Le Rayon Gay".
Em seu livro de estreia, Manifesto contrassexual (2002), inspirado nas teses de Judith Butler, Donna Haraway e Michel Foucault, Preciado reflete sobre os modos de subjetivação e identidade, assim como sobre a construção social e política do sexo. Foi traduzido para diversas línguas, sendo atualmente leitura e referência indispensáveis em teoria queer. No manifesto, Preciado critica o conceito de "homossexualidade molecular" do filósofo Gilles Deleuze, associando-o a um suposto desinteresse de Deleuze em adentrar aos debates produzidos em torno da identidade: "a homossexualidade não é para Deleuze nem identidade nem essência: nenhuma bicha jamais poderá dizer com certeza 'eu sou bicha'".
Logo após o surgimento do Manifesto contrassexual, o livro Testo Junkie é publicado em 2008, no qual Preciado analisa o que ele chama de regime ou era farmacopornográfica, isto é, a indústria farmacêutica, o capitalismo tardio e a pornografia adquirem e desempenham um papel crucial. Os capítulos dedicados a este tema se complementam com elementos autobiográficos em que o filósofo descreve o processo de autoadministração de testosterona. Sobre Testo Junkie, Preciado disse: "Este livro trata de uma auto-ficção; em contrapartida, trata-se de uma intoxicação voluntária à base de testosterona sintética. É um ensaio corporal".
Em 2019, com o objetivo de abordar o diálogo entre as obras de Preciado e outros textos filosóficos, o Centro Acadêmico de Filosofia da Universidade Estadual do Piauí (UESPI) promoveu a palestra de teoria queer "A filosofia modo superior de dar o cu: Ressonâncias entre a Teoria Queer e a Atividade Filosófica", que foi alvo de críticas.

### Outros olhares sobre o corpo humano
Paul B. Preciado propõe uma visão do corpo humano como categoria política, técnica e biopolítica no contexto do capitalismo farmacopornográfico. Em Testo Junkie (2013/2018), ele apresenta o corpo como laboratório de experiência onde hormonais, pornografia e biotecnologia conformam modos de subjetivação e regulação do prazer, nomeado de potentia gaudendi.
Ele introduz o conceito de incorporação protética do gênero, segundo o qual o sexo não é natural, mas fabricado por tecnologias políticas que fazem do corpo biológico uma prótese de funções normativas.
Preciado argumenta que os processos de atribuição de sexo tornam-se operações tecnopolíticas que produzem a aparência de uma natureza estável, ocultando sua artificialidade política.
Em um contexto educacional brasileiro, Amorim et al. utilizam a noção de sexopolítica, proposta por Preciado, para analisar o futebol escolar como tecnologia reguladora que normaliza corpos escolares segundo critérios de gênero, raça e classe.
Preciado concilia teoria e autobiografia ao narrar sua transição hormonal como ato político: o princípio da autocobaia transforma seu corpo em experiência epistemológica e política, reinterpretando o uso da testosterona como uma intervenção crítica nos regimes de gênero.
Ele vê o prazer corporal (potentia gaudendi) como motor de produção de subjetividade no capitalismo, onde hormônios e pornografia viram tecnologias de amplificação e mercantilização da sexualidade. Esse regime não rompe com a diferença sexual moderna, mas a opera tecnicamente para reforçá-la via cirurgia hormonal e estética de gênero normativo.

### Críticas e debates em torno de Preciado
Alguns críticos apontam que a teoria de Preciado corre o risco de reduzir o corpo à sua faceta tecnológica, negligenciando a dimensão afetiva e o vivido sensório da corporeidade humana.
Outros autores sugerem que o modelo político de resistência via autocorporeificação (uso de hormônios, biotecnologias etc.) precisa ser pensado em diálogo com questões de desigualdade e acesso, especialmente em contextos racializados e periféricos.
Essas críticas mostram a vitalidade dos debates em torno do corpo trans, exigindo maior interseccionalidade e análise material dos regimes de poder que afetam os corpos de maneira desigual.

### Síntese das implicações
Paul B. Preciado inaugurou uma leitura inovadora do corpo como campo de experimentação política e tecnológica, afirmando que:
- o sexo é artificialmente produzido como prótese normativa;
- o corpo pode ser usado como plataforma de resistência epistemológica;
- o regime farmacopornográfico mercantiliza o prazer e regula corpos via tecnologia sexual.

Em contraponto, os debates ressaltam:
- os limites da abstração tecnológica frente ao vivido corporal;
- a necessidade de rigor analítico ao misturar ficção e teoria;
- demandas por cuidado com desigualdades materiais, interseccionais e contextuais nas políticas corporais.

## Obra

### Livros e ensaios
- Pornotopia. Arquitetura e sexualidade[1][2]
- Testo Junkie[3][4][5]
- The pharmaco-pornographic regime: sexo, gênero e subjetividade na era do capitalismo punk[6]
- Manifesto contrassexual: práticas subversivas de identidade sexual[7][8] OCLC 745998182
- Um apartamento em Urano: Crônicas da travessia[9]

### Colaborações em livros coletivos
- VV.AA.: Soft Power: biotecnología, industrias de la alimentación y de la salud y patentes sobre la vida. Bilbao: Consonni, 2012